# 名古屋証券取引所ネクスト市場上場企業一覧
名古屋証券取引所ネクスト市場上場企業一覧（なごやしょうけんとりひきじょネクストじょうじょうきぎょういちらん）は、名古屋証券取引所ネクスト市場に上場している企業の一覧である。2025年4月19日時点での企業数は20社。

## 一覧
| コード | 銘柄名                         | 33業種区分   | 都道府県 | 設立 (創業) | 上場       | 公式ウェブサイト | 名証 |
| ------ | ------------------------------ | ------------ | -------- | ----------- | ---------- | ---------------- | ---- |
| 1444   | ニッソウ                       | 建設業       | 東京都   | 1988年09月  | 2018年02月 | 公式ウェブサイト | 名証 |
| 2467   | バルクホールディングス         | サービス業   | 東京都   | 1994年09月  | 2005年12月 | 公式ウェブサイト | 名証 |
| 3032   | ゴルフ・ドゥ                   | 小売業       | 埼玉県   | 1987年09月  | 2006年04月 | 公式ウェブサイト | 名証 |
| 3260   | エスポア                       | 不動産業     | 東京都   | 1972年09月  | 2008年03月 | 公式ウェブサイト | 名証 |
| 3346   | ヒロタグループホールディングス | 小売業       | 東京都   | 2000年03月  | 2004年12月 | 公式ウェブサイト | 名証 |
| 3384   | アークコア                     | 卸売業       | 東京都   | 2003年11月  | 2005年09月 | 公式ウェブサイト | 名証 |
| 3419   | アートグリーン                 | 卸売業       | 東京都   | 1991年12月  | 2015年12月 | 公式ウェブサイト | 名証 |
| 3739   | コムシード                     | 情報・通信業 | 東京都   | 1991年12月  | 2004年05月 | 公式ウェブサイト | 名証 |
| 3775   | ガイアックス                   | 情報・通信業 | 東京都   | 1999年03月  | 2005年07月 | 公式ウェブサイト | 名証 |
| 3808   | オウケイウェイヴ               | 情報・通信業 | 東京都   | 1999年07月  | 2006年06月 | 公式ウェブサイト | 名証 |
| 5075   | アップコン                     | 建設業       | 神奈川県 | 2003年06月  | 2021年07月 | 公式ウェブサイト | 名証 |
| 5241   | 日本オーエー研究所             | 情報・通信業 | 東京都   | 1983年05月  | 2022年12月 | 公式ウェブサイト | 名証 |
| 6025   | 日本PCサービス                 | サービス業   | 大阪府   | 2001年09月  | 2014年11月 | 公式ウェブサイト | 名証 |
| 7075   | QLSホールディングス            | サービス業   | 大阪府   | 2019年02月  | 2019年11月 | 公式ウェブサイト | 名証 |
| 7369   | メイホーホールディングス       | サービス業   | 岐阜県   | 2017年02月  | 2021年06月 | 公式ウェブサイト | 名証 |
| 7790   | バルコス                       | その他製品   | 鳥取県   | 1991年05月  | 2020年10月 | 公式ウェブサイト | 名証 |
| 9223   | ASNOVA                         | サービス業   | 愛知県   | 2013年12月  | 2022年04月 | 公式ウェブサイト | 名証 |
| 9330   | 揚羽                           | サービス業   | 東京都   | 2001年08月  | 2023年09月 | 公式ウェブサイト | 名証 |
| 138A   | 光フードサービス               | 小売業       | 愛知県   | 2009年12月  | 2024年02月 | 公式ウェブサイト | 名証 |
| 246A   | アスア                         | サービス業   | 愛知県   | 1994年07月  | 2024年09月 | 公式ウェブサイト | 名証 |
| 259A   | ケイ・ウノ                     | 小売業       | 愛知県   | 1991年03月  | 2024年10月 | 公式ウェブサイト | 名証 |